# 执法机构
执法机构（英語：Law enforcement agency，缩写：LEA）是经过法律授权，负责执行法律的政府机构，通常拥有各种权力来履行职责（如逮捕权）。最典型的执法机构是警察部队，除此之外还有海关、惩教等部门。
| 本文定义的其他术语 |
| ------------------ |
| 国际执法机构       |
| 多国执法机构       |
| 联邦执法机构       |
| 国家执法机构       |
| 联邦警察           |
| 国家警察           |
| 地方警察           |
| 宗教警察           |
| 警察               |
| 宪兵               |
| 宪兵纠察队         |
| 国家宪兵           |
| 民警               |
| 秘密警察           |

## 管辖权

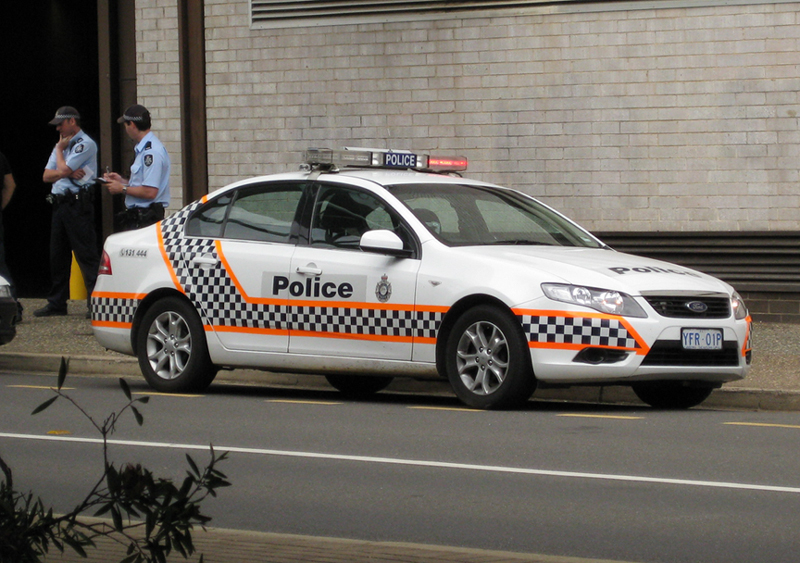
警车是警队的象征，后者是典型的执法机构

执法机构会以某种方式限制其行使权力的能力，被称为在司法管辖权范围内运作，一旦超出范围既有可能行为失当。

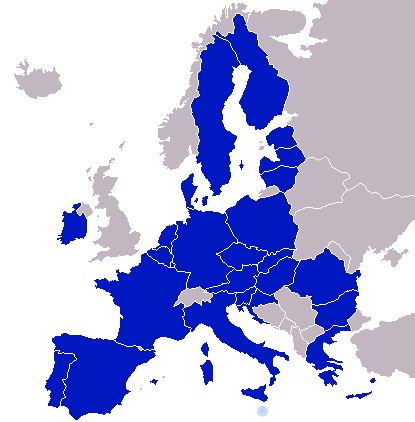
欧洲刑警组织（Europol）的非行政权力管辖范围

执法机构行使其执法权力的能力，将被施加某种形式的地域限制。它可能能够在一个国家的全国范围内行使权力，例如：美国的烟酒枪炮爆炸物管理局或缉毒局；限制在一个国家的部分区域范围内行使权力，例如：澳大利亚的昆士兰州警务处；或跨越在多个国家范围内行使权力，例如：国际刑警组织。
在多个国家或地区开展业务的执法机构，倾向于协助执法活动，而不是直接插手执行法律，通过协促这些国家或地区内执法所需的信息共享，例如：欧洲刑警组织并没有执法的调查权限。
有时，执法机构的管辖权取决于违法事件的复杂性或严重性。一些国家通过机构之间的政策和资源分配，来确定这些情况下的管辖权，例如：澳大利亚联邦警察局负责处理某个机构提交复杂的严重问题，该机构将承担其协商共享的职责，独自调查不太严重的非复杂问题；另外一些国家有决定管辖权限的法律，例如：美国某些案件具有一定程度的严重性或复杂性，则法律要求将其提交给其他机构，比如美国境内发生的跨州绑架事件，案件调查将升级到联邦调查局。 根据违法行为的严重性和复杂性来区分管辖权，可以于各国法律或政策之间存在协调共识。
当一个执法机构拥有广泛的权力，但其执行能力在地理上受到限制，通常仅限于国家的部分地区，通常被称为地方警察或区域警察。其他执法机构的管辖权，由它们执行或协助执行的法律类型定义，例如：国际刑警组织不能处理政治、军事、宗教或种族事务。
执法机构的管辖范围，通常还限制于他们支援的管理机构，以及执法机构本身的专业范围。

### 组织结构
在管辖权上，国际执法机构和多国执法机构之间，可能存在重要区别，即使在官方文件中两者通常都被称为“国际”。
国际执法机构在多个国家和跨越主权国家边界，具有运作和管辖权限，例如：国际刑警组织。
多国执法机构通常只限在一个国家，或在一个国家的某个地区运作，但由来自多个国家的人员组成，例如：欧盟驻波斯尼亚和黑塞哥维那警察特派团。 国际执法机构通常也是多国执法机构，但多国执法机构通常不是国际执法机构。
在一个国家范围之内，可以通过多种组织方式建立执法机构的管辖权，以便在全国范围内提供执法服务。执法机构的管辖范围可以是整个国家，也可以是一级行政区或其下区域范围。

#### 级别
一个国家内某个部门执法机构的管辖权，通常可以存在不止一个级别，例如：部厅级即州、省或地区级别，局处级即县、郡、市或大都会区级别。
此外，由于澳大利亚和美国都是联邦制国家，澳大利亚每个州都有独立的执法机构，美国通常每个州、县或市都有独立的执法机构，并且存在更大范围的联邦执法机构，澳大利亚有两级执法，美国有多级执法，包括联邦、部落、州、县、市、镇、村、特别管辖区及其他，彼此之间并非上下阶级的隶属关系。

#### 行动区域
鉴于行政和后勤效率的原因，执法机构的管辖范围通常会在地理上划分为若干行动区域（operations area），例如：称为指挥部（command） 或办公室（office）。
虽然执法机构的行动区域有时被称为管辖区，但任何执法机构行动区域仍对该执法机构运作的所有地理区域具有法律管辖权；不过，根据各自的政策和共识，通常不会介入其它行动区域执行法律行动。例如，2019年以来，英国大都会警察厅的前线区域警务被划分为12个基本指挥单位，每个单位由数个伦敦行政区组成；或者纽约市警察局被划分为77个区。

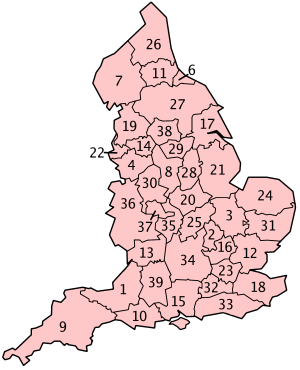
英格兰境内的警察机构

有些时候，一个法律管辖区会被多个执法机构覆盖，这也是出于行政和后勤效率原因，或是出于政策或历史原因。例如，英格兰和威尔士法律的管辖范围内，由许多称为警察厅（constabularies）的执法机构涵盖，每个执法机构都对英格兰和威尔士法律涵盖的整个地区具有法律管辖权，但它们通常不会在没有正式联络的情况下，展开跨行动区域的执法行动。
同一法律管辖范围内的不同机构和行动区域之间的主要区别，在于执法机构之间与内部转移资源的灵活性。当多个执法机构覆盖同个法律管辖区时，每个机构通常仍将组织独自的行动区域。
在美国州境，县市警察机构在司法管辖范围没有充分的灵活性，这在一定程度上导致相邻警察机构的合并，以通过集中资源和指挥来提高效率；或者因为邻近社区无法负担独自的执法机构，而签订合同向其它社区提供全面的执法服务。

#### 联邦与国家
当执法机构的管辖范围是整个国家时，它们通常是两种类型之一，即联邦执法机构或国家执法机构。

##### 联邦执法
当一个国家在宪法上被定义为联邦制国家时，全国范围内的执法机构就被称为联邦执法机构。
联邦执法机构的职责因国家而有差异，通常是打击针对联邦的欺诈行为、边境移民与货物控制、调查伪造货币、机场监管和保护指定的国家基础设施、国家安全和保护国家元首及其他指定重要人员，例如：澳大利亚联邦警察局要员保护处、美国特勤局保护处 和美国外交安全局外交安全勤务处（DSS）。
联邦警察具有联邦执法的社会秩序和公共安全的警察职责。但是，联邦警察机构通常不会在州级行使权力，这要取决于联邦和联邦成员之间具体的行政管辖权。
联邦警察的典型例子，包括：阿根廷联邦警察、澳大利亚联邦警察、巴西联邦警察、德国联邦警察、联邦调查局、联邦保护局、美国公园警察、加拿大皇家骑警和尼日利亚国家安全局。
国家政体型式并不能表明该国执法机构组织的性质。 一些联邦国家，例如奥地利和比利时，有相对统一的执法架构，但仍然有独立的联邦执法部门和分区警务部门。一般来说，美国对执法机构采取高度权力分化的做法，这反映在美国联邦执法机构。

##### 联邦和联邦分区之间的关系
联邦国家的各邦通常会有单独的执法机构，对各邦内有独立的司法管辖权。联邦执法机构只对影响整个联邦，并由联邦管理机构颁布的法律负责。
联邦执法机构派出各邦的分支机构，可以被授权执行该邦管理机构制定的州法律。例如，澳大利亚联邦警察拥有执行澳大利亚各州法律的权力，但通常只会在涉及联邦事务方面，才能执行有关的州法律。
通常情况下，联邦执法机构的警察职责相对狭窄，联邦内的各邦通常会建立独自的警察机构，来执行各邦法律。但是，某些国家的联邦执法机构，对联邦成员都具有管辖权。当该邦没有自己的独立地位，并且极其依赖联邦政府时，通常会发生这种情况。例如，澳大利亚联邦警察对杰维斯湾领地、科科斯群岛、南极领地和圣诞岛 设有管辖的警察机构。同样地，加拿大皇家骑警也是西北地区、努纳武特地区和育空地区的唯一警察机构。 这是一种直接的司法管辖责任，不同于甲方管理机构与乙方管理机构属下执法机构做出协议安排，为甲方提供执法服务的情况（后者将在以下章节进行描述）。
在联邦政体中，违反联邦多个地理分区法律的行为，将升级到联邦执法机构。其他情况之下，被视为严重的特定犯罪也会升级。例如，美国联邦调查局有权调查所有绑票案件，无论是否涉及跨越州界。 澳大利亚的违法行为跨越州界时，各州之间会直接联络合作。
某些国家会通过联邦执法机构，对联邦拥有或控制土地和建筑物进行执法，例如：美国国土安全部承担联邦财产执法的责任。 澳大利亚等其他国家通过联邦执法机构为联邦财产提供执法，并通过各邦辖下执法机构对所在地财产提供执法。
各个执法机构在不同司法管辖区执行法律行动，行动内容如果出现重叠时，将采取合作机制，建立联合行动和联合特工队。 通常，执法人员在正常管辖范围之外工作，参与联合行动或特工队，将成为当地管辖区的特殊人员。

##### 国家执法
一个国家如果属于单一的司法管辖区，其下分区没有权力制定独自的法律体系，国家执法机构将承担整个国家的执法责任。国家执法机构通常将全国划分为若干行动区域。
国家警察具有全国执法的社会秩序和公共安全的警察职责。拥有非联邦国家警察机构的例子，包括：新西兰、意大利、印度尼西亚、法国、爱尔兰、日本、荷兰、菲律宾和尼加拉瓜。
为了避免混淆司法管辖责任，一些联邦执法机构明确表示它们不是国家警察，例如：美国联邦调查局。

## 类型
执法机构可以负责影响一般居民或社区行为的执行法律，例如：纽约市警察局；影响商业组织和公司行为的执行法律，例如：澳大利亚证券和投资委员会；影响整个国家利益的的执行法律，例如：英国税务海关总署。

### 警察
“执法机构”经常用于指代拥有广泛权力和责任的警察机构。警队通常有一些与执法无关、但涉及社会秩序和公共安全的权责，警务（policing）的定义比“执法”更广泛。该定义随着发展为社会所普遍理解，并得到学者和学术界的正式认可。 警队对社会秩序和公共安全的管辖权，通常与其对执法的管辖权相同。
普通警察机构有时被称为民事警察（civilian police），但通常仅在需要与军事警察区分的情况下使用，所谓民事警察可能仍然拥有军事化的组织架构、职衔和礼仪。
在美国，执法机构可能包含治安官（peace officer）领导的警察机构或起诉犯罪行为的检察机构，县检察官或地方检察官被认为是县的首席执法长官。

### 内务
执法机构通常会有一个特定的内部单位，确保执法人员的操行能够遵守相关法律，例如：美国司法部辖下联邦调查局监管的专业责任办公室。 一些国家或地区设有专门的独立执法机构，确保其它执法机构能够遵守法律，例如：澳大利亚新南威尔士州的反腐败独立委员会。 
许多国家并存执法机构本身的内部纪律单位，以及执法机构外部的独立调查机构，内部单位通常负责调查雇用人员在履行职责时，被指控违反专业守则、行为不当或犯罪的情况。

### 军事
军事组织的执法单位通常被称为军事警察或宪兵（military police, MP），包括以下类型：

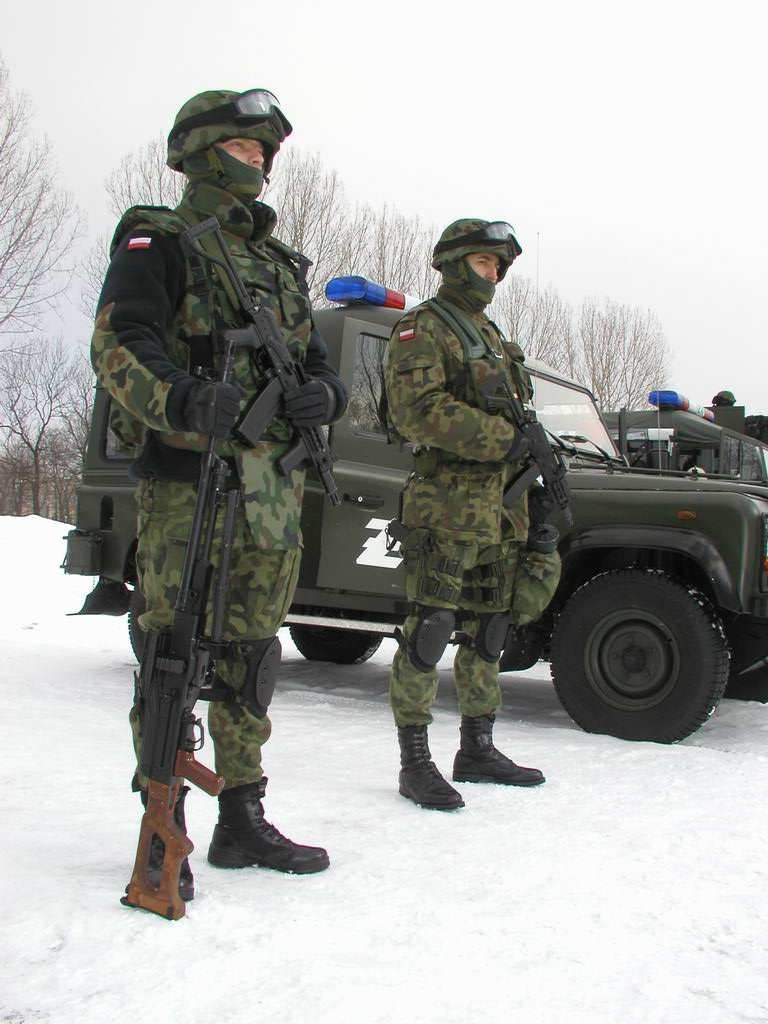
两名波兰宪兵和一辆军用四轮驱动车

- 军事行动期间分配在占领区或战俘拘留所负责维持治安的驻守军队。
- 军队中专门负责维持武装部队治安及秩序的部门，在其军法管辖区内打击军事或文职人员的违法行为，即军事纠察（provost）。
- 武装部队的一个独立分支，负责武装部队和国防部的警卫，并且参与民事的警务工作，称为宪兵部队（gendarmerie），例如：法国国家宪兵、波兰国家宪兵（英语：Żandarmeria Wojskowa）、西班牙国民警卫队和中华民国宪兵等。
- 属于军事组织的一部分，专门负责维持平民的治安工作，例如：英国国防部警察（英语：Ministry of Defence Police）、罗马尼亚宪兵（英语：Romanian Gendarmerie）和智利宪兵等。
- 具有军事地位的预防性警察，例如：巴西行政区划的军事警察（英语：Military Police (Brazil)）和中国人民武装警察部队等。

各术语的确切用法和具体职责范围，视乎不同国家而有差异。海军执法单位被称为海军宪兵（masters-at-arms, MA）或海岸巡逻队（shore patrol, SP），空军执法单位被称为空中警察（air police, AP）、安全警察（security police, SP）或安全部队（security forces, SF）。

### 宗教
执法机构可以负责执行世俗法律或宗教法律，例如：伊斯兰教法（沙里亚）或犹太法（哈拉卡）。世界上绝大多数执法机构都是属于世俗，他们的管理机构将宗教事务与其主体的治理分开。宗教执法机构存在于政府和宗教教义尚未完全分离的地方，例如：沙特阿拉伯劝善惩恶协会。宗教执法机构通常是警察机构，被称为宗教警察，它们的主要职责是维护其管辖范围内的社会秩序，相关社会秩序被高度编纂为法律，例如：妇女必须穿着包覆全身的传统服装。

### 其它

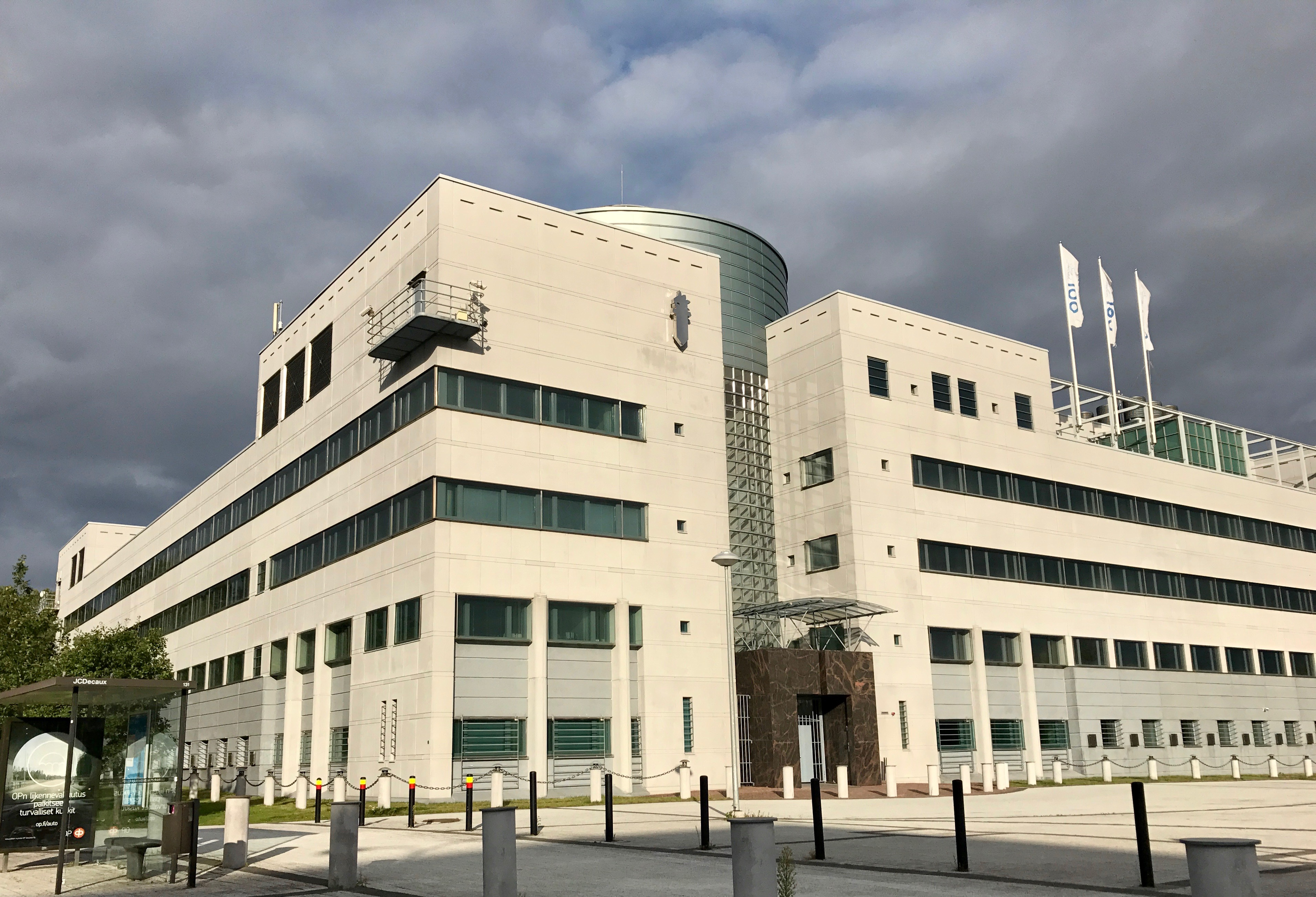
位于芬兰万塔的国家调查局 (芬兰)（NBI）总部大楼

执法机构的其他职责，通常包括协助受试者避免抵触法律、协助受试者维持安全和保障、在发生安全影响事件后协助受试者。例如：
- 维持治安[27]
  - 社会秩序
    - 公共事件调解
    - 反社会行为的先发控制
    - 危险事件的公共物流管制

  - 公共安全
    - 一般搜救
    - 维持人群秩序
- 规范制定
- 服务和设施
- 灾难受害者的身份识别
- 教育和醒觉宣传活动
  - 受害者预防和回避
  - 遵守法律
  - 公共安全宣传

许多执法机构同样负有行政和服务职责，通常与执法职责相同，也是它们的主要职责。典型例子如海关或税务机构，它们提供服务和设施，让主体遵守相关法律作为其主要职责。

#### 私用
私人警察是由非政府实体拥有或控制的辅助执法机构，经常在公共执法被认为不足的地方使用。例如，1847年成立至今的旧金山巡逻特警，是由旧金山市宪章授权市民自组建设的社区警察，并不属于旧金山警察局。

#### 铁路
加拿大、美国等国家的许多铁路公司，都有独立的铁路警察，例如：加拿大国家警察局、联合太平洋警察局，负责相关的执法工作。

#### 城管
地方执法、市政执法或城市管理执法是市、县或地区的雇员，负责执行地方政府制定的条例。地方执法人员通常会与警察和其他执法机构密切合作，但通常不会提供紧急服务。

#### 规范
许多执法机构还参与行政法规和行为准则的监管或应用，例如：澳大利亚商业电视业务守则、建筑规范和规范执行。监督规章和行为准则的应用，通常不被视为执法。但是，主体一贯不遵守法规或行为准则，可能会导致吊销主体的经营许可证，而无照经营通常是非法行为。此外，不遵守行为准则可能会影响其他主体的安全和生命，这也可能属于违法。

## 设立章程
通常，执法机构由其支持的管理机构建立和组成，执法章程来自管理机构的主体，例如：澳大利亚联邦警察是根据澳大利亚国会法案《1979年澳大利亚联邦警察法》成立。
出于后勤效率或政策的原因，一些国家的政区不会建立自己的执法机构，而是与同个国家的另一个执法机构做出协议安排，为该政区提供执法服务。例如，加拿大皇家骑警是联邦执法机构，与许多加拿大省份和市政府签订合同，负责监管法律行为，尽管加拿大宪法在执法上是各自分担责任。这种安排是通过省市与联邦政府之间的正式协议实现，减少监管同一地理区域的机构数量。 同样，澳大利亚联邦警察是联邦执法机构，并且是与澳大利亚首都领地 和诺福克岛 执政政府签约协议的警察机构。
如果国家政区无法建立稳定或有效的执法机构，该国可能会邀请其他国家提供人员、经验和组织来构建执法机构，例如：所罗门群岛区域援助团参与警察部队，与所罗门群岛警察一起工作；或者，联合国在该国提供行政支援行动，可以直接建立执法机构，例如：1999年至2002年联合国在东帝汶过渡时期成立的机构。

## 权力和法律豁免
执法机构为能预防、侦查和调查违法行为，将由其所属的管理机构赋予执法权力，而管理机构辖下的非执法机构则无法获得这些权力。执法机构被授予的权力，包括：
- 收集执法机构管辖范围内法律关系主体的信息
- 侵入地搜索关于违反法律的信息和证据
- 扣押违反法律的相关证据
- 没收违法者的财产和资产
- 指示主体提供违反法律的相关信息
- 逮捕和拘留违法者并剥夺他们的自由，但不能因涉嫌违反法律而实行监禁
- 合法欺骗对象

这些权力不适用于执法机构管辖范围外的主体，并且使用权力须要受到司法和民事审查。
通常，执法机构只有在拥有合理论据，确实证明主体可能已经违反法律，才被允许使用执法权力。例如，要进行侵入式搜查时，执法机构必须提出论据并说服司法官员，证明进行侵入式搜查的必要性，将有助于发现或证明特定主体不遵守法律的行为。如果司法官员同意论据，将向执法机构签发一份法律文书，一般称为搜查令，如果可能的话，必须将其出示给相关主体。

### 合法欺骗和法律豁免
不遵守法律者通常会设法回避执法机构，如果有需要的话，执法机构必须开展秘密侦查和调查活动。如此的话，执法机构势必会违反一般平民必须遵守的法律，为让执法机构能够依法运作，它在法律上被赋予合法豁免权，以便能够顺利进行秘密活动，这些通常被称为隐蔽行动（covert operations）。
执法机构为了开展其秘密活动，可能被合法允许采取以下行为：
- 创建和操作虚假身份、人物和组织，通常被称为卧底行动（undercover operations）或假冒身份（assumed identities），例如：澳大利亚联邦警察根据《1914年犯罪法（英语：Crimes Act 1914）》第1AC部分[37]

- 允许携带和流通违禁品，或是将其部分替代为复制品，通常被称为受控行动（controlled operations），例如：澳大利亚联邦警察根据《1914年犯罪法》第1AB部分[37]

- 监查和复制对象之间的通信，在电子通信介质中通常被称为电信拦截（telecommunications interception）或窃听（wire tapping），例如：美国联邦调查局根据《美国法典第18编（英语：Title 18 of the United States Code）》第119章第2516节[38]、澳大利亚执法机构根据《1979年电信（拦截和访问）法（英语：Telecommunications (Interception and Access) Act 1979）》[39]

- 侵入式监视、监听和跟踪对象，通常被称为技术行动（technical operations），例如：澳大利亚执法机构根据《2004年监视设备法（英语：Surveillance Devices Act 2004）》[40]

这些行为通常用于收集违法证据，并侦查识别违法的法律主体。执法机构的合法欺骗和法律豁免，首先前提是要拥有合理的犯罪论据，可以合理化采取这些隐蔽行动的必须性，并非为所欲为的政治工具，通常会受到严格的司法或公开民事审查。例如，澳大利亚联邦警察采取的受控行动，将提交到其管理机构澳大利亚议会接受公开民事审查。
如果执法机构的权力无法受到司法和公开民事审查，或者权力极大并被滥用时，通常被称为秘密警察或政治警察，这个术语一般具有负面含义。他们是对政治运动、宗教运动、社会运动和持不同政见者进行秘密行动的机构，也是专制和极权的特征。其目的是保护独裁政权的统治权力，经常在法律之外运作，可能在不指明真实组织身份的情况下扣押和起诉嫌疑人，以镇压持不同政见者及削弱反对派，进行思想监控和改造，并经常使用暴力，他们可能会因此受到法律制裁。

### 其它法律豁免
执法机构还有其它法律豁免权，以允许它们更加顺利地运作。例如，出于卫生和安全原因，许多司法管辖区都有禁止动物进入某些区域的法律；但是，执法机构通常不受这些法律约束，以允许使用工作犬进行搜救、毒品侦查、爆炸物侦查、追踪和逮捕等执法行动。 执法人员可能被允许在禁枪区域公开展示枪支、在紧急行动违反各种交通法规，或者在违背当事人意愿的情况下，进行拘留以调查涉嫌犯罪。
国际刑警组织作为一个国际组织，雇员本质上是不属于任何国家的无国籍身份，但其必须在某个实际地点运作，则会受其所在国家的法律庇护。

## 流行文化
法律的执行会对法治社会产生重大影响，因此执法机构与其运作所在的社会，具有特定的相关性。有些执法机构在历史、文学、影视和大众媒体中已经成为不朽存在，例如：英国苏格兰场、美国联邦调查局、香港廉政公署和日本东京警视厅。其中也有少数不负责任、权力不受限制的执法机构，由于其对社会造成的负面影响，普遍成为恶名昭彰的反派角色。